# Massacre des Turcs à Marseille
Le massacre des Turcs est survenu à Marseille le 14 mars 1620, commis par la population à l'encontre de la communauté musulmane présente à Marseille, composée de maghrébins mais dénommée turque à l'époque, dans la réaction provoquée par le récit de deux rescapés d'un équipage provençal de crimes commis au large de Fréjus par un corsaire d'Alger, Regeb-Reïs,.
Les estimations varient de 45 à 51 morts, dont deux ambassadeurs de l'empire ottoman, soit la totalité des musulmans présents sur le lieu du massacre (douze survécurent). En réponse à ce massacre, le pouvoir royal, par l'intermédiaire du parlement de Provence, dans un arrêt rendu à Aix-en-Provence le 21 mai 1620, condamna à mort quatorze des coupables
Les évènements provoquent une indignation générale à Alger. Le 16 juin, le pacha d'Alger, Chérif Khodja, écrit pour demander des explications. Les consuls français lui répondent le 25 juillet dans un esprit de réassurance et de sévérité, mais le courrier est intercepté par une galère de Toscane. Le 8 août, face à une absence de réponse, jugée injurieuse par le divan d'Alger, des émeutes populaires éclatent contre les Français : le consul et les résidents français sont traînés au divan. Celui-ci décide en outre de reprendre les attaques contre les navires européens.
Ces évènements illustrent les forts enjeux autour des échanges diplomatiques et commerciaux autour de la mer Méditerranée.